# Петер Йозеф фон Корнеліус
Петер Йозеф фон Корнеліус (нім. Peter Joseph von Cornelius; 23 вересня 1783, Дюссельдорф — 6 березня 1867) — німецький художник. Один з головних представників німецького романтизму.

## Біографія
Народився 23 вересня 1783 року в місті Дюссельдорфі в родині художника і викладача Дюссельдорфської академії мистецтв Алоїза Корнеліуса.
З 1795 року навчався у Дюссельдорфській академії мистецтв. Потім, до 1809 року, викладав у тій же академії. Протягом 1811–1819 років входив до об'єднання німецьких і австрійських художників «Союз святого Луки» в Римі. У ці роки Корнеліус створив ілюстрації до «Фауста» (1816) і до «Пісні про Нібелунгів» (1817). У 1819 році був запрошений до Мюнхена.
З 1821 року — директор Дюссельдорфської, з 1825 року — Мюнхенської академії мистецтв. Тут у 1825–1829 роках він очолював роботи по створенню фрескових декорацій Гліптотеки, а у 1829–1839 роках — кірхи святого Людвига, де власноруч написав «Страшний Суд».
З 1841 року — директор Берлінської академії мистецтв.
Писав у лінійно-графічній манері наповнені патетикою картини на теми античної та середньовічної історії, біблійні сцени, алегоричні зображення.